# Felicity Johnson
Felicity Jane Johnson (Canberra, 30 de mayo de 1971) es una ciclista paralímpica tándem australiana, que ganó una medalla de plata en los Juegos Paralímpicos de 2008 en Pekín y una medalla de oro en los Juegos Paralímpicos de 2012 en Londres.

## Vida personal
Felicity Jane Johnson nació el 30 de mayo de 1971 con una discapacidad visual. Su temprana carrera deportiva era como una atleta de pista y ganó dos medallas de plata en los 800 m en los Juegos FESPIC. Ella labora como un trabajador de apoyo con Can Do for Kids, una organización establecida para los niños con discapacidades sensoriales.